# Henckelia argentea
Henckelia argentea är en tvåhjärtbladig växtart som först beskrevs av Brian Laurence Burtt, och fick sitt nu gällande namn av Brian Laurence Burtt. Henckelia argentea ingår i släktet Henckelia och familjen Gesneriaceae. Inga underarter finns listade i Catalogue of Life.